# Dipoena puertoricensis
Espèce
Dipoena puertoricensis est une espèce d'araignées aranéomorphes de la famille des Theridiidae.

## Distribution
Cette espèce se rencontre à Porto Rico et au Brésil en Amazonas,.

## Description
La femelle holotype mesure 1,7 mm.

## Étymologie
Son nom d'espèce, composé de puertoric[o] et du suffixe latin -ensis, « qui vit dans, qui habite », lui a été donné en référence au lieu de sa découverte, Porto Rico.

## Publication originale
- Levi, 1963 : American spiders of the genera Audifia, Euryopis and Dipoena (Araneae: Theridiidae). Bulletin of the Museum of Comparative Zoology, vol. 129, no 2, p. 121-185 (texte intégral).